# 蒂布蒂诺忧苦之慰圣母堂
蒂布蒂诺忧苦之慰圣母堂（義大利語：Santa Maria Consolatrice al Tiburtino）是一个罗马天主教的领衔堂区，位于意大利罗马蒂布蒂诺区的Casal Bertone广场。

## 历任領銜司鐸
- Jérôme Rakotomalala（英语：Jérôme Rakotomalala）（1969年－1975年）
- 若瑟·类思·拉辛格（1977年－1993年）
- Ricardo María Carles Gordó（英语：Ricardo María Carles Gordó）（1994年－2013年）
- 斐理伯·歐德拉戈，布基纳法索籍（2014年至今）